# Pantex Plant

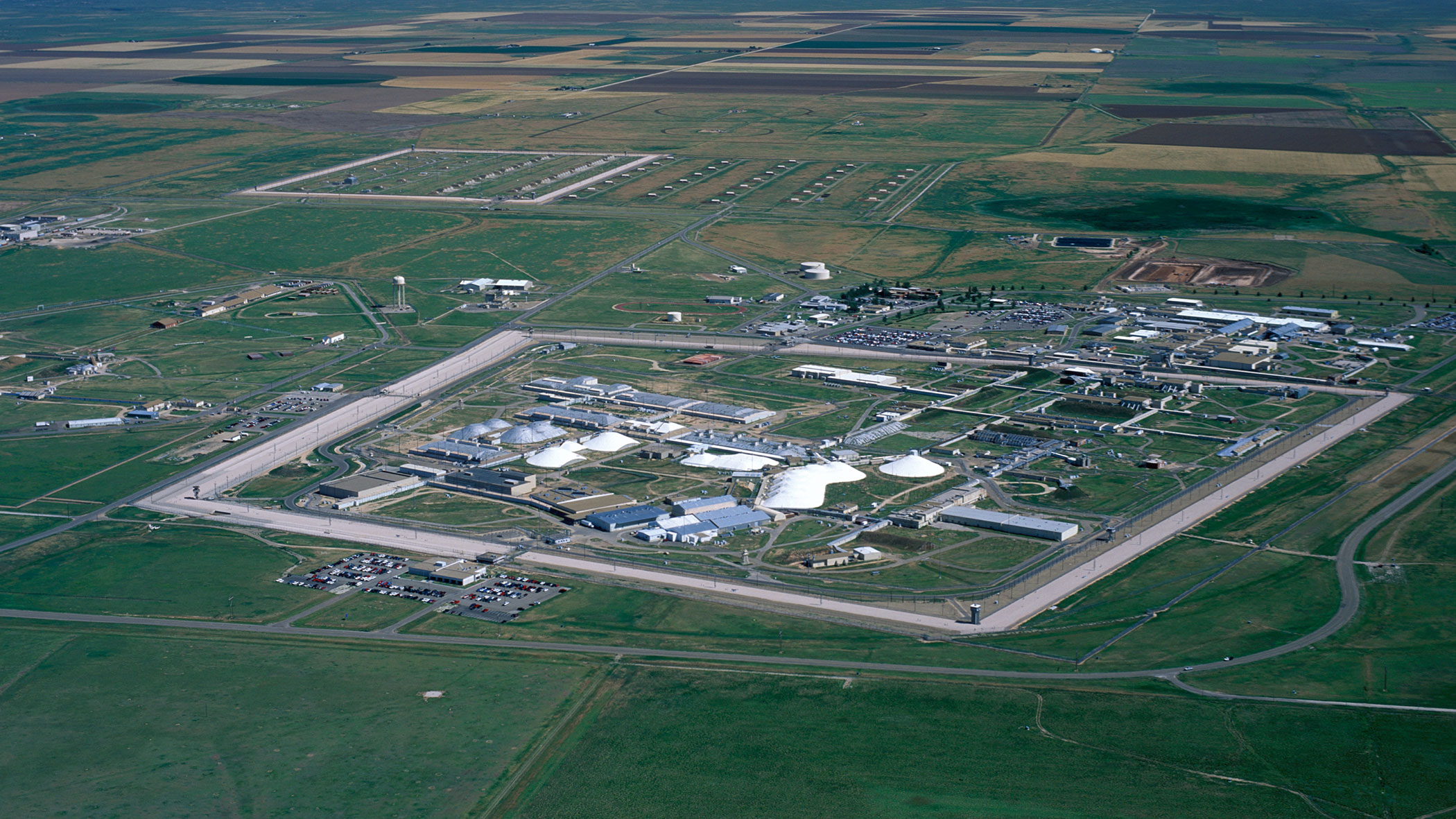
Pantex Plant

Pantex Plant är en amerikansk federal vapenanläggning tillhörande National Nuclear Security Administration som har totalansvaret för att montera och demontera amerikanska nukleära vapen. Anläggningen stod klar den 15 november 1942 och var byggd för att tillverka konventionella bomber som skulle användas under andra världskriget. Pantex Plant förfogar över 65 km2 stort område som är placerad nordöst om staden Amarillo i Texas.